# Полонський Андрій Матвійович
Андрі́й Матві́йович Поло́нський (* 1893 — † 16 травня 1933, Київ) — курбасівський актор, педагог, театральний і громадський діяч, відомий за роботою в мистецькому об'єднанні «Березіль» та театрі «Кийдрамте». Деякий час був актором Молодого театру (Леся Курбаса). Обирався членом УЦР 1-го і 2-го складу. Засновник лялькового театру у Борисполі.

## Життєпис
В молодості Андрій Полонський був актором «Молодого театру», заснованого Лесем Курбасом.
У 1910-х разом з дружиною Вірою Онацькою-Полонською переїхали до Борисполя, де працювали на вчительській ниві. Андрій Матвійович викладав природознавство.
У 1917 році Андрій Полонський обирався членом Української Центральної ради 1-го і 2-го складу.
7 жовтня 1923 Віра Онацька за дорученням Л. Курбаса очолила Бориспільську театральну студію «Березоля» — п'яту агітаційну майстерню (модель театру для села). Андрій Матвійович був призначений її заступником. «П'ята агітаційна майстерня, — зазначав Ю. Смолич, — готувала прообраз пересувного театрального колективу для села; у найбільш досконалих портативних формах і принципах ставились вистави кожної п'єси, а не просто спеціально (для села) створювались примітизовані малі постанови». Виїжджали студійці з виставою і на села. Через групу активу на чолі з Полонським студія підтримувала тісний зв'язок з райсільбудом і кількома сільськими драмгуртками.
У Борисполі Андрій Матвійович заснував ляльковий театр. Це був шкільний театр «Петрушка» при семирічці. За трьохрічне існування театр багато разів виступав у селах і містечках, мав велику популярність не лише серед дітей, але і серед дорослих. Один його спектакль «Вечір за колективізацію» призначався саме для дорослих.
У 1929—1930 рр. Андрія Матвійовича з дружиною кілька разів заарештовують і відпускають.
У 1933 році родина переїхала до Києва. 16 травня того ж року у сорокарічному віці Андрій Матвійович помирає від туберкульозу легенів.
Його дружина в майбутньому пережила важкі часи повторного арешту, висилення на поселення. Повернувшись до Борисполя після війни, вона прожила там до березня 1969 року.